# Strana slovenskej obrody
Strana slovenskej obrody (deutsch: Partei der slowakischen Wiedergeburt), abgekürzt SSO, war eine slowakische politische Blockpartei in der Tschechoslowakei und Nachfolgepartei der zerschlagenen Demokratická strana. Sie existierte von 1948 bis 1989.

## Hintergründe der Entstehung
Nachdem die Demokratická strana bei der Parlamentswahl 1946 im slowakischen Teil des Landes einen beachtlichen Sieg errang, stand sie unter einem starken Druck der kommunistischen KSS und wurde anschließend nach dem Februarumsturz von 1948 als solche liquidiert. Aus den Resten der Partei konstituierte man am 24. März 1948 die neue Strana slovenskej obrody.

## SSO als Blockpartei
Die Partei war bis 1989 ein Teil der sogenannten Nationalen Front, eines Zusammenschlusses der kommunistischen Partei und aller Blockparteien, war allerdings nur in der Slowakei vertreten. Ihr höchstes Gremium war die slowakische Konferenz.
Nach der sogenannten Samtenen Revolution von 1989 wurde sie offiziell aufgelöst und am 10. Dezember 1989 unter dem alten Namen Demokratická strana neu gegründet. Die Anknüpfung an die Traditionen von 1946 bis 1948 gelang jedoch nicht und sie ging 2006 in der Slovenská demokratická a kresťanská únia – Demokratická strana auf.